# Jilotepec (Veracruz)
Jilotepec è una municipalità dello stato di Veracruz, nel Messico centrale, il cui capoluogo è la località omonima.
Conta 15.313 abitanti (2010) e ha una estensione di 56,18 km². 		
Il significato della località in lingua nahuatl è luogo sulla cima del mais appena nato.